# Morterone
Morterone is een gemeente in de Italiaanse provincie Lecco (regio Lombardije) en telt 29 inwoners (22-7-2020). De oppervlakte bedraagt 13,8 km², de bevolkingsdichtheid is 2,17 inwoners per km².

## Demografie
Het aantal inwoners van Morterone daalde in de periode 1991-2019 met 3,2% volgens ISTAT.
| Jaar | Inwoner- aantal |
| ---- | --------------- |
| 1991 | 31              |
| 2001 | 33              |
| 2004 | 38              |
| 2016 | 34              |
| 2018 | 35              |
| 2019 | 30              |
| 2020 | 29              |

## Geografie
De gemeente ligt op ongeveer 1070 m boven zeeniveau.
Morterone grenst aan de volgende gemeenten: Ballabio, Brumano (BG), Cassina Valsassina, Cremeno, Lecco, Moggio, Vedeseta (BG).
Abbadia Lariana · Airuno · Annone di Brianza · Ballabio · Barzago · Barzanò · Barzio · Bellano · Bosisio Parini · Brivio · Bulciago · Calco · Calolziocorte · Carenno · Casargo · Casatenovo · Cassago Brianza · Cassina Valsassina · Castello di Brianza · Cernusco Lombardone · Cesana Brianza · Civate · Colico · Colle Brianza · Cortenova · Costa Masnaga · Crandola Valsassina · Cremella · Cremeno · Dervio · Dolzago · Dorio · Ello · Erve · Esino Lario · Galbiate · Garbagnate Monastero · Garlate · Imbersago · Introbio · Introzzo · Lecco · Lierna · Lomagna · Malgrate · Mandello del Lario · Margno · Merate · Missaglia · Moggio · Molteno · Monte Marenzo · Montevecchia · Monticello Brianza · Morterone · Nibionno · Oggiono · Olgiate Molgora · Olginate · Oliveto Lario · Osnago · Paderno d'Adda · Pagnona · Parlasco · Pasturo · Perego · Perledo · Pescate · Premana · Primaluna · Robbiate · Rogeno · Rovagnate · Santa Maria Hoè · Sirone · Sirtori · Sueglio · Suello · Taceno · Torre de' Busi · Tremenico · Valgreghentino · Valmadrera · Varenna · Vendrogno · Vercurago · Verderio Inferiore · Verderio Superiore · Vestreno · Viganò